# Athylia persimilis
Athylia persimilis là một loài bọ cánh cứng trong họ Cerambycidae.